# Fritz Hübner (Sänger)
Fritz Hübner (* 25. April 1933 in Sachsengrün; † 16. Juni 2000 in Berlin) war ein deutscher Opernsänger (Bass).

## Leben
Nach dem Besuch der Grundschule machte Hübner eine Lehre zum Bau- und Möbeltischler, daneben erhielt er privaten Gesangsunterricht bei J. Stieler am Konservatorium in Dessau – damals arbeitete er in der Tischlerei des Landestheaters Dessau. 
1957 debütierte Hübner in Bernburg, von 1953 bis 1955 war er am Stadttheater von Köthen engagiert, von 1955 bis 1956 am Landestheater Dessau. Danach war er im Chor des Leipziger Opernhauses engagiert, dem er während zweier Spielzeiten angehörte. 
In den Jahren 1959 und 1960 sang er als Solist in Nordhausen (Thüringen) und von 1960 bis 1962 am Sächsischen Landestheater Dresden-Radebeul. 1962 wurde Hübner an die Komische Oper Berlin engagiert, zu deren Ensemble er bis 1974 gehörte. 
Seit 1974 war er an der Staatsoper Berlin engagiert, wo er vor allem im Wagner-Repertoire erfolgreich war. Seinen Bühnenabschied gab er 1995 an diesem Haus.
Von 1978 bis 1985 sang Hübner regelmäßig bei den Bayreuther Festspielen. Hübner gastierte unter anderem auch in Hamburg, München, an der Wiener Staatsoper (Osmin), in Paris, London und an der Metropolitan Opera in New York (Landgraf).
Zu seinen wichtigsten Partien gehörten Osmin, Komtur, Sarastro, Rocco, Don Basilio, Daland, Landgraf, König Marke, Fafner, Hunding, Hagen, Sparafucile, Procida, Pater Guardian, König Philipp, Großinquisitor, Ramphis, Kontschak, Gremin, Timur, Tommaso und Porgy.

## Theater
- 1968: Hans Werner Henze: Der junge Lord (Honoratior) – Regie: Joachim Herz (Komische Oper Berlin)
- 1973: Dmitri Schostakowitsch: Katarina Ismailowa (Der Älteste) – Regie: Erhard Fischer (Deutsche Staatsoper Berlin)

## Filmografie
- 1964: Tosca (Theateraufzeichnung)
- 1966: Don Giovanni (Theateraufzeichnung)

## Auszeichnungen
Fritz Hübner erhielt 1978 den Nationalpreis der DDR in der III. Klasse für Kunst und Literatur. 